# Amegilla anomala
Amegilla anomala là một loài Hymenoptera trong họ Apidae. Loài này được Cockerell mô tả khoa học năm 1929.